# Banque Commerciale pour l'Europe du Nord – Eurobank
O Banco Comercial para a Europa do Norte (BCEN) ou o Banco Comercial para a Europa do Norte - Eurobank ( BCEN-Eurobank ) era um banco controlado pelos soviéticos em Paris  fundado em 1921. 
Em 2005, o Vneshtorgbank russo tornou-se o principal acionista. O Vneshtorgbank mudou seu nome para VTB Bank e o nome BCEN-EUROBANK foi alterado para VTB Bank (France) SA.

## História
A União Soviética usou o banco para gerenciar as reservas de ouro da Espanha durante a guerra civil espanhola. 

## Pessoas chave
- Thomas Alibegov, Diretor Geral (1982–1987)